# L'Avenir du Nord
Pour les articles homonymes, voir L'Avenir.
L'Avenir du Nord est un hebdomadaire fondé à Saint-Jérôme (Québec) en 1897 et publié jusqu'en 1969.
Le journal est fondé par Wilfrid Gascon et le Dr Henri Prévost pour rivaliser avec Le Nord, journal conservateur de la famille Nantel. Il a comme sous-titre  « Organe libéral du district de Terrebonne ». Sa devise est un distique de Benjamin Sulte : « Le mot de l'avenir est dans le peuple même. Nous verrons prospérer les fils du St-Laurent. »
Jules-Édouard Prévost, frère du Dr Prévost, se fait confier la rédaction du journal dès 1897. Wilfrid Gascon participe au journal sous le pseudonyme de Francoeur jusqu'en mars 1902, année durant laquelle Jules-Édouard Prévost en devient propriétaire.
Jules-Édouard travaille de près avec son cousin Jean Prévost, député libéral de Terrebonne à Québec de 1900 à 1915, puis avec son influent successeur, Athanase David, de 1916 à 1936. 
L'Avenir du Nord demande des réformes en éducation, domaine dans lequel Prévost est très impliqué. Cela l'amène à subir les foudres de la presse catholique et à se faire rabrouer à de multiples reprises par l'évêque de Montréal, Mgr Bruchési, notamment dans une lettre circulaire du 4 novembre 1905, qui suscite une rumeur selon laquelle le journal pourrait être interdit, rumeur que le journal dément. 
L'Avenir du Nord vise à couvrir l'actualité locale, régionale, nationale et internationale. En plus d'un contenu fortement politique, on y trouve des chroniques agricoles, médicales, ouvrières et littéraires. La colonisation, les transports, le commerce local et les industries régionales y trouvent aussi fréquemment leur place.
On trouve de nombreux textes littéraires dans les pages de l'hebdomadaire, qui publie les premiers textes de Claude-Henri Grignon (Claude Bâcle et Valdombre), du frère Marie-Victorin, de Robert Choquette et d'Adolphe Nantel. Louis Dantin est aussi un important collaborateur du journal. D'autres collaborateurs de renom passent au journal, comme Olivar Asselin, qui y fait ses premières armes au début du siècle, et Lionel Bertrand.

## Sources
- BANQ, Notice sur L'Avenir du Nord
- Jean de Bonneville, La Presse québécoise de 1884 à 1914, Québec, Les Presses de l'Université Laval, 1988